# Трансит
Трансит (англ. Transit) — тауншип в округе Сибли, Миннесота, США. На 2000 год его население составило 324 человека.

## География
По данным Бюро переписи населения США площадь тауншипа составляет 92,1 км², из которых 91,1 км² занимает суша, а 1,0 км² — вода (1,10 %).

## Демография
По данным переписи населения 2000 года здесь находились 324 человека, 119 домохозяйств и 91 семья.  Плотность населения —  3,6 чел./км².  На территории тауншипа расположено 123 постройки со средней плотностью 1,4 построек на один квадратный километр. Расовый состав населения: 98,46 % белых, 0,31 % афроамериканцев, 0,31 % коренных американцев, 0,31 % — других рас США и 0,62 % приходится на две или более других рас. Испанцы или латиноамериканцы любой расы составляли 0,62 % от популяции тауншипа.
Из 119 домохозяйств в 26,1 % воспитывались дети до 18 лет, в 69,7 % проживали супружеские пары, в 2,5 % проживали незамужние женщины и в 22,7 % домохозяйств проживали несемейные люди. 19,3 % домохозяйств состояли из одного человека, при том 6,7 % из — одиноких пожилых людей старше 65 лет. Средний размер домохозяйства — 2,72, а семьи — 3,13 человека.
23,8 % населения — младше 18 лет, 7,7 % — в возрасте от 18 до 24 лет, 23,8 % — от 25 до 44, 27,8 % — от 45 до 64, и 17,0 % — старше 65 лет. Средний возраст — 40 лет. На каждые 100 женщин приходилось 103,8 мужчин.  На каждые 100 женщин старше 18 приходилось 109,3 мужчин.
Средний годовой доход домохозяйства составлял 34 583 доллара, а средний годовой доход семьи —  35 833 доллара. Средний доход мужчин —  28 542  доллара, в то время как у женщин — 20 417. Доход на душу населения составил 23 658 долларов. За чертой бедности находились 4,3 % семей и 5,3 % всего населения тауншипа.